# Taburno Camposauro
Das Taburno Camposauro ist ein nach seinen beiden Hauptgipfeln benanntes isoliertes Kalkstein-Massiv im kampanischen Apennin.
Es liegt zur Gänze im Westen der Provinz Benevento. Gebildet wurde es im Mesozoikum.
Im Norden wird das Massiv von den Bergen des Matese durch das Valle Telesina getrennt mit dem Fluss Calore Irpino und im Süden trennt es das Valle Caudina von den Bergen des Partenio. 
Die höchsten Gipfel sind der Monte Taburno (1393 m s.l.m.), der Camposauro (1390 m), der Alto Rotondi (1305 m), der Sant'Angelo (1189 m), der Gaudello (1226 m) und der Pentime (1168 m). Sie sind in einem Halbkreis angeordnet, in ihrer Mitte liegt das Valle Vitulanese. 
Das Massiv besteht aus zwei Kalksteinblöcken, die durch die tektonische Depression der Piana di Prata voneinander getrennt sind. 
Die Art, die für den Berg Taburno charakteristisch ist, ist der Rabe. 
Daneben gibt es Spechte, Mäusebussarde, Rotdrosselen, Spatzen und kleine Säugetiere.
Die Flora in den unteren Bereichen besteht aus Eichen, bis 700 Meter, aber auch Walnuss, Hainbuche und Esche sind vertreten, über 900 Meter dominiert die Buche, zwischen 1000 und 1100 Meter die Steineiche. 
Der Monte Taburno ist seit dem 14. September 1994 durch die Errichtung des Parco Naturale Regionale Taburno-Camposauro geschützt. 
Gleichfalls geschützt ist er durch den 1996 in Kraft getretenen Landschaftsplan Taburno. 
Von der Spitze des Taburno hat man einen weiten Ausblick auf das gesamte Valle Caudina. 
Abgesehen vom Partenio kann man an einem klaren Tag den Vesuv und die Lattari-Berge sehen. 